# Hippoporella hippopus
Hippoporella hippopus är en mossdjursart som först beskrevs av Smitt 1868.  Hippoporella hippopus ingår i släktet Hippoporella och familjen Hippoporidridae. Inga underarter finns listade i Catalogue of Life.